# Поликушка (фильм, 1958)
«Поликушка» — итало-немецкий фильм 1958 года режиссёра Кармине Галлоне по мотивам одноимённой повести Льва Толстого.

## Сюжет
Слуга Поликушка попадает в сложную ситуацию после того, как у него крадут крупную сумму, доверенную ему хозяевами.

## В ролях
- Фолько Лулли — Поликушка
- Антонелла Луальди — Ирина
- Эллен Швирс — Акулина
- Габриель Дорзиа — Авдотья Николаевна
- Иван Десни — Егор Михайлович, управляющий имением
- Франко Интерленги — Пётр
- Сабина Бетман — Наталья
- Берта Древс — жена столяра, крёстная Акулины
- Вольфганг Фёльц — деревенский дурачок
- Гуго Линдингер — Дутлов
- Ганс фон Борсоди — барон фон Рассовский
- Регина Бургардт — Дуняша, горничная
- Винфред Грот — Алёша
- Зигфрид Бройер — Игнат
- Абрахам Эйзенберг — Миша
- и другие

## О фильме
Фильм снимался на киностудии «CCC-Filmkunst» в Берлин-Шпандау, но натурные съёмки велись также в Югославии.
Совместный итало-немецкий фильм: режиссёр и актёры в главных ролях — итальянцы, а актёры вторых ролей, съёмочная группа, декоратор, костюмер — немцы.
Премьера состоялась 14 ноября 1958 года в Гамбурге (Германия), затем 22 января 1959 года в Италии. Картина имела успех в прокате.
Фильм был первоначально отобран для участия в Берлинском фестивале 1958 года как представляющий Германию, но против этого возникли возражения: высказывалось мнение, что картина не может рассматриваться как представляющая Германию, поскольку режиссёр и большинство актёров — итальянцы. Поэтому «Поликушку» заменили лентой «Девушки в униформе», которая хотя тоже была снята в совместном производстве, в частности венгерским режиссёром, но большинство актёров были немцы.

## Критика
Как экранизация фильм был раскритикован, в том числе за изменение трагического финала на «хэппи энд» (по настоянию продюсера Артура Браунера), но игра актёра Фолько Лулли заслужила похвалу критиков, при этом в «Lexikon des internationalen Films» говорится, что «проникновенное исполнение заглавной роли не может компенсировать недостатков сценария и слабости режиссуры».

Из эпической силы Толстого, которым вдохновлён также и другой фильм нового киносезона («Воскресение»), стремились извлечь выгоду и немецкие и итальянские сопродюсеры этого фильма. Немецкие сценаристы основательно сорвали этот план. Они заглушили трагическое повествование и, кроме того, изобрели неуклюжий счастливый конец. (…) Только благодаря комедийным качествам итальянского исполнителя Фолько Лулли, напоминающего (внешне) «Почтмейстера» Генриха Георге, можно местами догадаться о связи с повестью Толстого.— Polikuschka // Der Spiegel, № 49, 1958